# HAMO HAMO
Hamo Hamo（하모하모、ハモ・ハモ）は、韓国で活動していた男性アイドルデュオである。

## 略歴
1996年11月、ソバンチャ(消防車)のメンバーだったキム・テヒョンとチョン・ウォングヮンが設立したミュージックファクトリーより正規1集「パピヨン(빠삐용)」でデビュー。
タイトル曲「パピヨン～彼の頭痛は自由であった〜(빠삐용)」と後続曲「パンパン(팡팡)」という曲で活動した。その後、所属事務所がSMエンタテインメント所属のH.O.T.の人気に触発され、イ・ソンジンとチョン・ミョンフンにノ・ユミン、ムン・ソンフン、元ケビケビのキム・ファンソンの3人を加えて5人組のアイドルグループに再構成。NRGとして1997年10月に再デビューしたため自然消滅(事実上、解散)となった。
2005年、NRGの7集アルバムの中でHAMO HAMOとして「プレゼント」という曲を歌っている(9年ぶりの復活)。

## メンバー
- イ・ソンジン(1977年2月5日生)
- チョン・ミョンフン(1978年4月6日生)

## ディスコグラフィー
- 正規1集「パピヨン(빠삐용)」[3](1996)